# Forêts humides guyanaises (Global 200)
Les forêts humides guyanaises forment une région écologique identifiée par le Fonds mondial pour la nature (WWF) comme faisant partie de la liste « Global 200 », c'est-à-dire considérée comme exceptionnelle au niveau biologique et prioritaire en matière de conservation. Elle regroupe trois écorégions terrestres de la région des Guyanes en Amérique du Sud :
- les forêts humides guyanaises elles-mêmes ;
- les forêts marécageuses du delta de l'Orénoque ;
- les forêts marécageuses de Paramaribo.